# Кокоев, Валерий Альбертович
Вале́рий Альбе́ртович Коко́ев (род. 25 июля 1988, Москва) — российский легкоатлет, специалист по толканию ядра. Выступал на профессиональном уровне в 2009—2016 годах, член сборной России, чемпион Европы среди молодёжи, обладатель бронзовой медали Универсиады, многократный призёр первенств всероссийского значения, участник ряда крупных международных стартов. Представлял Москву и Северную Осетию. Мастер спорта России международного класса.

## Биография
Валерий Кокоев родился в Москве 25 июля 1988 года.
Занимался лёгкой атлетикой под руководством тренеров Игоря Львовича Цахилова и Льва Алексеевича Лободина.
Первого серьёзного успеха на международном уровне добился в сезоне 2009 года, когда вошёл в состав российской национальной сборной и выступил на молодёжном европейском первенстве в Каунасе, где с результатом 20,20 превзошёл всех соперников и завоевал золотую медаль. Благодаря этому успешному выступлению удостоился права защищать честь страны на чемпионате мира в Берлине — здесь на предварительном квалификационном этапе толкнул ядро на 19,13 метра, чего оказалось недостаточно для выхода в финал.
В 2011 году выиграл бронзовую медаль на зимнем чемпионате России в Москве, выступил на чемпионате Европы в помещении в Париже.
В 2013 году стал серебряным призёром на зимнем чемпионате России в Москве, принял участие в чемпионате Европы в помещении в Гётеборге. На командном чемпионате России в Сочи установил свой личный рекорд в толкании ядра на открытом стадионе — 20,46 метра. Будучи студентом, представлял страну на домашней Универсиаде в Казани — в финале толкнул ядро на 19,65 метра и завоевал бронзовую награду.
В 2014 году взял бронзу на зимнем чемпионате России в Москве, получил серебро на летнем чемпионате России в Казани. На чемпионате Европы в Цюрихе с результатом 20,23 стал восьмым.
На чемпионате России 2015 года в Чебоксарах занял восьмое место.
В 2016 году закрыл десятку сильнейших на чемпионате России в Чебоксарах и на этом завершил спортивную карьеру.
За выдающиеся спортивные достижения удостоен почётного звания «Мастер спорта России международного класса».